# Sabiá virus
Sabiá virus é uma espécie de vírus da família Arenaviridae. Estes vírus possuem material genético de RNA e partículas virais envelopadas. Sabiá virus é o agente etiológico da doença denominada febre hemorrágica brasileira.
Outros Arenaviridae causadores de febres hemorrágicas são: vírus Junin, vírus Machupo e vírus Guanarito na América do Sul e do vírus Lassa na África.   

## Transmissão
O vírus sabiá se transmite por aerossóis e foi isolado pela primeira vez no bairro de Sabiá, em Cotia (Grande São Paulo) em 1990.

## Sinais e sintomas
O quadro clínico é semelhante ao da gripe, com náuseas e vômitos, e progride para complicações renais e morte.
Como o quadro clínico inicial das febres hemorrágicas é semelhante a febre-amarela e dengue, os casos podem passar despercebidos se não for realizado o diagnóstico diferencial. 
O risco de contaminação por esse vírus em laboratório é alto. Ele está na mesma classe de risco que o vírus Ebola. Apenas o Laboratório Nacional Agropecuário de Minas Gerais tem autorização para manejar o vírus, visto que é o único laboratório brasileiro com certificação de Segurança Biológica Nível 4. Como os arenavírus causadores de doença humana se encontram em roedores silvestres mantidos na natureza, é preciso que os profissionais da saúde sejam alertados quanto ao risco desta zoonose em pacientes com exposição laboral ou turística a roedores ou seus excretas.
A febre hemorrágica brasileira é de notificação obrigatória e familiares próximos e profissionais de saúde que tiverem contato com o doente devem ser acompanhados. A coleta de amostra demanda EPI e caixa de transporte para material de risco biológico.

## Tratamento
O uso de Ribavirina auxilia no tratamento de arenavirus, no entanto, não há vacina e a letalidade é estimada entre 20% a 60%.
A prevenção pode ser feita ao evitar o contato com roedores silvestres e usar um Equipamento de Proteção Individual (EPI) ao enfrentar exposição de risco. Detergentes, desinfetantes comuns (com hipoclorito de sódio, glutaraldeído, álcool etílico a 70% e lisofórmio na composição) e luz ultravioleta são capazes de inativar o vírus.